# Лисандър
Лизандър (на старогръцки: Λύσανδρος, Lysandros, Lysander); † 395 пр.н.е. при Халиарт в Беотия) e спартански политик и генерал през Пелопонеската война и през Коринтската война.
През 408 пр.н.е. Лизандър поема главното командване на спартанския флот и през 407 пр.н.е. или 406 пр.н.е. побеждава Атина при Ноцион в Мала Азия, след като спечелва доверието на персийския принц Кир Млади и така финасовата подкрепа от Персийската империя. Малко след това той е сменен от Каликратид. След спартанската загуба при Аргинузките острови, той е неофициално отново командир на спартанската войска (официално той няма право да има тази служба). През 405 пр.н.е. Лизандър побеждава последния фтот на Атина при Eгоспотами и атинските съюзници излизат от Атина. През 404 пр.н.е. той принуждава Атина чрез блокада на Пиреус да капитулира и сменя демокрацията с олигархия. Понеже спартанското управление не е съгласно с неговата политика, Атина може да приеме отново демокрацията.
Лизандър е убит през есента 395 пр.н.е. през началото на Коринтската война преди битката при Халиарт в Беотия. Той се смята за един от най-големите спартански военачалници, който чрез своята надменност и устременост има много врагове.
Плутарх описва неговия живот в произведението си „Паралелни животописи“.